# Самолечение
Самолечение — поведение человека, при котором он использует химические вещества или любое внешнее воздействие для назначения себе лечения собственных физических или психических заболеваний.
Чаще всего употребляемыми в самолечении веществами являются безрецептурные лекарственные средства, применяемые для лечения распространенных проблем со здоровьем дома, а также диетические добавки. Эти средства не требуют рецепта от врача на их приобретение, а в некоторых странах доступны в супермаркетах и универсальных киосках. Психология самолечения психотропными веществами заключается в определённом контексте употребления рекреационных наркотиков, алкоголя, так называемой «успокоительной еды» и других видов поведения, направленных на ослабление симптомов психического напряжения, стресса и тревоги, включительно с психическими заболеваниями и/или психологическими травмами, является уникальной и может нанести значительный ущерб физическому и психическому здоровью в случае мотивированности механизмами зависимости.
Самолечение часто рассматривают как обретение личной независимости от установленной системы медицины, а также как право человека, заложенное изначально или тесно связанное с правом отказаться от профессионального медицинского лечения.

## Определение
В общем, самолечение определяют как «применение лекарственных средств для лечения самостоятельно диагностированных расстройств или симптомов, прерывистое или удлиненное употребление назначенных лекарств для хронической или повторяющейся болезни или симптомов».

## Психология и психиатрия

### Гипотеза самолечения
Поскольку разные лекарства имеют разное действие, они могут употребляться по разным причинам. Согласно гипотезе самолечения (ГС), личный выбор человеком определенных лекарств не является случаем или совпадением, вместо этого, он является результатом личного психологического состояния, поскольку избранные лекарства это состояние облегчают. В частности предполагают, что зависимость действует как компенсаторное средство модулирования влияния и лечения стрессовых состояний, где человек выбирает лекарства, что лучше всего действуют на конкретный тип психического стресса и помогут достичь эмоциональной стабильности.
Гипотеза самолечения (ГС) происходит из работ Эдварда Ханцяна, Мека и Шацберга, Дэвида Ф. Дункана и ответы Ханцяна Дункану. Изначально ГС была сосредоточена на употреблении героина, однако в следующей работе был также добавлен кокаин. Впоследствии ГС распространили и на алкоголь, а в конце концов и на все лекарственные средства, которые могут вызвать зависимость (наркотики).
Согласно взглядам на зависимость Ханцяна, потребители медикаментов таким образом компенсируют недостатки собственного эго, употребляя их как «растворитель эго», что действует на те части личности, которые отрезаны от сознания защитными механизмами. Ханцян утверждал, что зависимые от медикаментов личности в целом испытывают больше психического стресса, чем те, что не имеют такой зависимости, и что развитие зависимости включает в себя постепенное привлечение влияния медикаментов и необходимость поддержания этого влияния на защитной строительной деятельности эго. Выбор конкретного медикамента зависимым человеком является следствием взаимодействия психофармакологических свойств средства и эмоциональных состояний, от которых она пытается избавиться. Действие медикамента замещает неисправны или отсутствуют защитные механизмы эго. Итак, выбор человеком конкретных веществ не является случайным.
В то время как Ханцян применяет психодинамический подход к самолечению, модель Дункана сосредоточена на поведенческих факторах. Дункан описал природу позитивного и негативного поощрения и избегание симптомов отказа.

### Специфические механизмы
Некоторые люди, которые страдают от психических заболеваний, пытаются исправить свои заболевания с помощью определенных веществ. Депрессию часто лечат алкоголем, табаком, каннабисом и другими средствами изменения сознания. Хотя это может принести немедленное облегчение определенных симптомов, таких, как тревога, подобная практика также может вызвать и/или усугубить симптомы нескольких видов других имеющихся, но скрытых психических заболеваний, и может привести к предрасположенности/зависимости, не говоря про другие возможные побочные эффекты длительного употребления вещества.
Известно, что жертвы посттравматического стрессового расстройства также прибегают к самолечению, так же, как и те, что пострадали от (психической) травмы, хоть и не имеют вышеупомянутого диагноза.

#### ЦНС-депрессанты
Алкоголь и седативные/снотворные вещества вроде барбитуратов и бензодиазепинов, являются депрессантами центральной нервной системы (ЦНС), ослабляют сдерживающие механизмы путем анкзиолиза. Депрессанты порождают чувство расслабленности и сонливости, одновременно ослабляя симптомы тревожности и депрессии. Хотя они, в общем, являются неэффективными антидепрессантами, поскольку большинство из них имеют непродолжительное действие, но резкий вброс алкоголя и седативных/гипнотических веществ способен смягчить стойкую защиту и, в малых/умеренных дозах, помогает в определенной степени избавиться от депрессивного аффекта или тревоги. Поскольку алкоголь также ослабляет внутренние ограничения, предполагают, что его склонны употреблять люди, которые обычно сдерживают свои эмоции; в таком случае алкоголь дает им возможность выразить чувство привязанности, агрессии или близости. Люди с социофобией часто прибегают к этим веществам для преодоления собственной чрезмерной внутренней сдержанности.

#### Психостимуляторы
Психостимуляторы типа кокаина, амфетамина, метилфенидата, кофеина и никотина, улучшают физическое и психическое функционирование, включительно с повышением энергичности и чувством эйфории. Обычно, к стимуляторам прибегают лица, страдающие от депрессии, с целью притупить ангедонию и повысить самооценку. ГС также предполагает, что гиперактивные и гипоманичные лица принимают стимулянты для поддержания своего состояния неугомонности и для усиления эйфории. Также стимулянты являются полезными для людей, которые страдают от социальной тревожности, тем, что помогают им прорваться сквозь собственные внутренние ограничения.

#### Опиаты
Опиаты вроде героина и морфина действуют как анальгетики, связываясь с опиатными рецепторами в мозге и желудочно-кишечном тракте. Это ослабляет восприятие и реакцию на боль и одновременно повышает терпимость к боли. Предполагают, что опиаты применяют для самолечения от агрессии и ярости. Они являются действенным анкзиолитиком, стабилизатором настроения и антидепрессантом, однако, люди склонны лечить тревогу и депрессию депрессантами и стимуляторами соответственно, хотя это ни в коем случае не является абсолютным анализом.

#### Каннабис
Каннабис является парадоксальным в его способности создавать стимулирующие, седативные и умеренно психоделические и одновременно успокаивающие или возбуждающие свойства, в зависимости от личности и условий использования. Успокаивающие свойства являются более видимыми в нерегулярных потребителей, а стимулирующие являются более привычными среди постоянных. Ханцян отметил, что исследование было недостаточно сосредоточено на теоретическом механизме каннабиса, а потому последний и не был добавлен к ГС.

### Эффективность
Длительное самолечение бензодиазепинами или алкоголем часто ухудшает симптомы тревоги или депрессии. Считают, что это происходит вследствие изменения химии мозга из-за длительного употребления. Около половины людей, обращающихся за помощью в психиатрические больницы при состояниях тревожных расстройств вроде панического расстройства или социофобии, имеют проблемы, связанные с алкогольной или бензодиазепиновой зависимостью.
Порой тревога возникает прежде от алкогольной или бензодиазепиновой зависимости, однако алкоголь и бензодиазепины работают на поддержание тревожных расстройств, часто предопределяя их ухудшение. Однако некоторые зависимые от последних люди после разъяснений, что у них есть выбор между стабильно неудовлетворённым психическим состоянием и отказом с выздоровлением от симптомов, решают отказаться от алкоголя и/или бензодиазепинов. Замечено, что каждый человек имеет индивидуальный уровень чувствительности к алкоголю или седативным гипнотическим веществам, и то, что одно лицо может стерпеть без ухудшения здоровья, может привести к значительному ущербу здоровью иного лица, и что даже умеренное употребление алкоголя может привести к синдрому отскока тревоги и расстройств сна.

## Инфекционные заболевания
Самолечение антибиотиками является привычным в некоторых странах вроде Греции. Это явление является потенциальным фактором в частоте случаев определенных бактериальных инфекций, резистентных к антибиотикам, в местах вроде Нигерии.
В опросе, спроектированном для оценки масштабов самолечения в штате Судана Хартум, 48.1 % опрашиваемых ответили, что хотя бы раз прибегали к самолечению в течение предыдущих 30 дней, 43.4 % сами лечились противомалярийными средствами, а еще 17.5 % ответили, что лечились обоими видами средств. В целом, суммарное распространение самолечения одним или обоими видами противоинфекционных агентов в течение последних 30 дней составило 73.9 %. Более того, согласно данным, связанным с исследованием, обнаружили, что самолечение «существенно колеблется в зависимости от социально-экономических признаков» и что «основным фактором самолечения были финансовые ограничения».
Подобно этому, во время опроса студентов одного из университетов Южного Китая 47.8 % опрашиваемых указали, что прибегали к самолечению антибиотиками.

## Врачи и студенты-медики
При изучении студентов медицинских школ Западного Бенгала и Индии 57 % из них сообщили, что прибегали к самолечению. Наиболее часто употребляемым лекарственным средством самолечения были антибиотики (31 %), анальгетики (23 %), антипиретики (18 %), противоязвенные (9 %), противокашлевые (8 %), мультивитаминные (6 %) и антигельминтные (4 %) средства.
Другое исследование показало, что 53 % врачей в Карнатаке (Индия) отчитались о самолечении антибиотиками.

## Дети
Изучение детей народа Луо, что в западной Кении, выявило, что 19 % из них прибегали к самолечению или растительными, или лекарственными средствами. По сравнению с девочками, мальчики были более склонны к самолечению средствами традиционной медицины, а не травами. Одна из теорий объясняет это явление разницей потенциальных доходов.

## Регулирование
В большинстве стран мира самолечение является жестко регламентированным, и многие виды медикаментов доступны исключительно по рецепту, предоставленному медицинским работником. Безопасность, социальный строй, коммерциализация и религия исторически были господствующими факторами таких ограничений.